# Palaeodytes
Palaeodytes is een geslacht van kevers uit de familie  waterroofkevers (Dytiscidae).
Het geslacht is voor het eerst wetenschappelijk beschreven in 1987 door Ponomarenko.

## Soorten
Het geslacht omvat de volgende soorten:
- Palaeodytes gutta Ponomarenko, 1987
- Palaeodytes incompleta Ponomarenko, Coram & Jarzembowski, 2005
- Palaeodytes sibiricus Ponomarenko, 1987